# Кіліан Фішер
Кіліан Фішер (нім. Kilian Fischer, нар. 12 жовтня 2000, Мільтенберг, Німеччина) — німецький футболіст, захисник клубу «Вольфсбург» та молодіжної збірної Німеччини.

## Ігрова кар'єра

### Клубна
Кіліан Фішер є вихованцем футбольної академії клубу «Мюнхен 1860», де він в подальшому грав у другому складі в Регіональній лізі.
Влітку 2021 року футболіст приєднався до клубу Другої Бундесліги «Нюрнберг». У клубі він провів один сезон, паралельно з цим граючи за другий склад «Нюрнберга». Влітку 2022 року Фішер перейшов до клубу Бундесліги «Вольфсбург», з яким підписав п'ятирічний контракт. Першу гру у вищому дивізіоні футболіст провів у жовтні 2022 року, коли вийшов на заміну у другому таймі матчу проти «Бохума».

### Збірна
З 2022 року Кіліан Фішер викликається на матчі молодіжної збірної Німеччини.